# LIVE (ゆらゆら帝国のアルバム)
『LIVE』（ライヴ）は、日本のバンドゆらゆら帝国のライブ・アルバムである。1995年7月1日発売。発売元はCAPTAIN TRIP RECORDS。

## 概要
- インディーズ時代に発売された3枚目のアルバム。1995年1月26日、同2月12日、同3月6日に東京・吉祥寺のライブハウス「MANDA-LA2」で行われたライブの模様を収録。収録曲の半数は次作「アーユーラ?」に収録されることとなる当時の新曲や、既に過去のアルバム収録曲として発表されたもので構成されている。メジャーデビュー以降に改めて再録音される楽曲も収録されているが、「なぐさめなんていらねえよ」「びしょぬれの恋の歌」、「先祖ラブ」の3曲に関してはスタジオテイクが存在せず、このアルバムでしか聞くことができない。

## 収録曲
1. 人間やめときな(QUIT BEING HUMAN)※前作「ゆらゆら帝国Ⅱ」収録。その後メジャーデビュー後にリリースしたアルバム「ミーのカー」にて「人間やめときな'99」というタイトルで再録。
2. うそのアフリカ(MAD MAN'S AFRICAN DREAM)※「アーユーラ?」収録
3. つきぬけた(YURA-TEI- ROCK)後に「3×3×3」にて再録
4. グレープ・フルーツちょうだい(I WANT A GUITAR LIKE A CAR)※「アーユーラ」収録
5. わかって下さい(TWIN ANIMALS)※「アーユーラ」収録
6. なぐさめなんていらねえよ(I DON'T CARE FOR COMFORT)※本作品のみ収録
7. びしょぬれの恋の歌(ONLY THE NIGHT)※本作品のみ収録
8. 先祖ラブ(AN ANCESTOR'S LOVE)※本作品のみ収録
9. パイオニア(PIONEER)後にシングル「ゆらゆら帝国で考え中」にて再録、また、ベストアルバム「1998-2004」にて別テイクが収録された。